# Xylolocha capucina
Xylolocha capucina là một loài bướm đêm trong họ Geometridae.